# Grails (technique)
Pour les articles homonymes, voir Grails.
Grails est un framework open source de développement agile d'applications web basé sur le langage Groovy et sur le patron de conception Modèle-Vue-Contrôleur.

## Étymologie
Grails est la contraction de Groovy (car le framework est basé sur le langage Groovy) on Rails (pour exprimer le fait qu'il s'agit d'un framework de développement rapide), destiné à produire un jeu de mots faisant allusion au Graal (Grail en anglais), et faisant echo à Ruby on Rails.

## Philosophie
Grails est basé sur cinq principes fondamentaux :
- Ne pas se répéter : les éléments de l'application ne doivent être qu'à un seul endroit. L'architecture MVC et la métaprogrammation en Groovy rendent cela possible.
- Convention plutôt que configuration : il est inutile de préciser des détails lorsqu'ils respectent des conventions établies. Grails exploite cela en proposant des comportements par défaut pour la plupart de ses fonctionnalités.
- Architecture orientée modèle : le point d'entrée et la pierre angulaire d'un développement Grails est la description formelle des classes représentant le domaine métier (Modèle conceptuel de données) ainsi que de leurs dépendances. Les couches techniques sous-jacentes sont générées.
- Prototypage : Les mécanismes de scaffolding offerts par le framework permettent de générer automatiquement un prototype d'application "présentable" aux utilisateurs dès la formalisation des classes de domaine.
- Exploiter la puissance de la JVM : les scripts Groovy étant compilés en bytecode Java, Grails exploite totalement la richesse et la puissance du monde Java.

## Historique du projet

### Origine
Le projet a été initié par Graeme Rocher en 2005 dans le but d'apporter une réponse pour le monde Java à la concurrence des frameworks de développement rapide tels que Ruby on rails et le framework .net de Microsoft.

### Éditeur
Grails a ensuite été maintenu par la société G2One, qui a elle-même été rachetée en novembre 2008 par la société Springsource, maintenant notamment le framework Spring.

## Caractéristiques

### Technologies intégrées
- Groovy
- Java
- Hibernate
- Spring framework : Spring MVC, Spring IOC, Spring WebFlow, ...
- Sitemesh
- Log4J
- JUnit
- Canoo Web test
- Jetty
- HTML 5
- Bean Validation